# Людвик III Олавский
Людвик III (пол. Ludwik III lubiński, нем.  Ludwig III von Ohlau; до 1405 — до 18 июня 1441) — князь Олавский (1419/1420 — 1441), Любинский и Хойнувский (1431—1441).

## Биография
Представитель легницкой линии Силезских Пястов. Третий (младший) сын князя Генриха IX Любинского и Анны Цешинской, дочери Пшемыслава I Носака, князя Цешинского. Старшие братья — князья Руперт II Любинский (ум. 1431) и Вацлав III Олавский (ум. 1423)
В 1419/1420 году после смерти князя Генриха IX Любинского (1369—1419/1420) его владения унаследовали трое его сыновей. Старший из них, Руперт II, получил во владение Любин и Хойнув, а его младшие братья Вацлав III и Людвик III совместно стали править в Олаве и Немче. В том же году братья Вацлав III и Людвик III принесли оммаж королю Чехии  Сигизмунду, которого впоследствии Людвик III поддерживал в борьбе с гуситами.
В 1420 году три брата заключили договор о взаимном наследовании со своим дядей, князем Людвиком II Легницким.
В 1423 году после смерти бездетного старшего брата и соправителя, князя Вацлава III Олавского, Людвик III стал единолично управлять городами Олава и Немча. в 1424 году Людвик II Легницкий подтвердил договор о взаимном наследовании с двумя своими племянниками, князьями Рупертом Любинским и Людвиком Олавским.
В 1431 году после смерти своего другого старшего брата, князя Руперта II Любинского, также не оставившего после себя потомства, Людвик III присоединил к своим владениям Любин и Хойнув.
В 1436 году умер князь Людвик II Бжегский, и Людвик III начал долгую борьбу за его наследство, Легницкое и Бжегское княжества, которые Людвик II, в нарушение соглашений 1420 и 1424 года, завещал своей вдове Елизавете Бранденбургской. При жизни Людвика III эта борьба успехом не увенчалась, и только его наследникам удалось заполучить Бжег в 1443 году.
В 1441 году после смерти Людвика III его сыновья Иоганн I и Генрих X получили в совместное владение Любин и Хойнув.

## Брак и дети
Людвик III был женат на Маргарите Опольской (ок. 1412/1414 — 15 января 1454), единственной дочери князя Болько IV Опольского. У них было двое сыновей:
- Иоганн I (ок. 1425—1453), князь Любинский (1441—1446), Хойнувский (1441—1453) и Бжегский (1443—1450)
- Генрих X (1426—1452), князь Любинский (1441—1446), Хойнувский (1441—1452) и Бжегский (1443—1450).

После смерти Людвика его жена Маргарита Опольская получила в пожизненное владение в качестве вдовьего удела Олаву, которой она управляла до своей смерти в 1454 году.